# Acaena
Acaena es un género de plantas de la familia Rosaceae.
Comprende 19 especies que se distribuyen por el hemisferio sur, principalmente en Nueva Zelanda, Australia y en Sudamérica, unas pocas especies se extienden al hemisferio norte, con A. pinnatifida en California y A. exigua en Hawaii.
Varias especies de Acaena en Nueva Zelanda se conocen con el nombre común bidibid. La palabra se escribe bidi-bidi, biddy-biddy, biddi-biddi , biddi-bid y otras variantes. Estos nombres son la versión inglesa del nombre maorí original de piripiri. 
También se conoce como rebaba de Nueva Zelanda. La especie Acaena microphylla ha recibido el Premio al Mérito en Jardinería de la Real Sociedad de Horticultura. 

## Descripción
Son hierbas perennes y subarbustos con hojas alternas de 4-15 cm de longitud, pinnadas o casi con 7-21 hojas. Las flores se producen en inflorescencias globosas de 1-2 cm de diámetro, sin pétalos. Los frutos son también densos globos con muchas semillas.

## Taxonomía
Acaena fue descrita por Mutis ex L. y publicado en Mantissa Plantarum 2: 145, 200. 1771. Especie tipo: Acaena elongata L.

## Etimología
El nombre genérico Acaena se deriva del griego "akaina" (espina), en referencia a su hipanto que es espinoso. 

## Algunas especies
- Acaena agnipila
- Acaena anserinifolia (J.R.Forst. & G.Forst.) Druce - Té de Nueva Zelanda[6]
- Acaena argentea Ruiz & Pav. - Broquia de Chile[6]
- Acaena boliviana
- Acaena buchananii Hook. f.
- Acaena cylindristachya
- Acaena echinata Nees
- Acaena elongata L.
- Acaena emittens
- Acaena eupatoria Schltdl.
- Acaena exigua A.Gray
- Acaena fissistipula
- Acaena fuscescens
- Acaena glabra
- Acaena inermis
- Acaena juvenca
- Acaena longiscapa
- Acaena lucida (Lam.) Vahl
- Acaena macrostemon Hook.f.
- Acaena magellanica (Lam.) Vahl
- Acaena microphylla Hook.f.
- Acaena montana
- Acaena myriophylla Lindl.
- Acaena novae-zelandiae Kirk
- Acaena ovalifolia Ruiz & Pav.
- Acaena ovina A.Cunn.
- Acaena pallida (Kirk) Allan
- Acaena pinnatifida Ruiz & Pav. - Amor seco de Chile o Cadillo de Chile[6]
- Acaena platyacantha Speg.
- Acaena rorida
- Acaena saccaticupula
- Acaena stangii
- Acaena subincisa
- Acaena tesca
- Acaena torilicarpa

## Especie invasora
Algunas especies se han introducido accidentalmente en otras zonas dentro y fuera de Nueva Zelanda, adheridas a la lana de oveja y el ganado, y se han convertido en especies invasoras. Acaena novae-zelandiae, una de las bidíbidas originarias de Nueva Zelanda, es la especie más común en el Reino Unido, donde suele abundar en las dunas costeras, desplazando a la vegetación nativa y creando una molestia a menudo dolorosa con sus abrojos. 
En Estados Unidos, en el estado de California, A. pallida , A. novae-zelandiae y A. anserinifolia se consideran malas hierbas de cuidado.  